# Henri Blary
Pour les articles homonymes, voir Blary.
Henri Blary homme politique français né le 12 avril 1913 à Tourcoing (Nord) et décédé le 26 août 2009 à Lannoy (Nord), est un homme politique français.

## Biographie
Il est Député de la 9e circonscription du Nord de 1967 à 1978, Conseiller général du Nord de 1961 à 1979 pour le canton de Tourcoing-Nord-Est et 1er adjoint au maire de Tourcoing de 1965 à 1977.